# رالف هيبورن
رالف هيبورن (بالإنجليزية: Ralph Hepburn) هو متسابق دراجات نارية أمريكي، ولد في 11 أبريل 1896 في سومرفيل في الولايات المتحدة، وتوفي في 16 مايو 1948 في إنديانابوليس موتور سبيدواي في الولايات المتحدة.

## روابط خارجية
- رالف هيبورن على موقع Racing-Reference.info (الإنجليزية)
- رالف هيبورن على موقع DriverDB.com (الإنجليزية)